# Australisch-osttimoresischer Spionageskandal

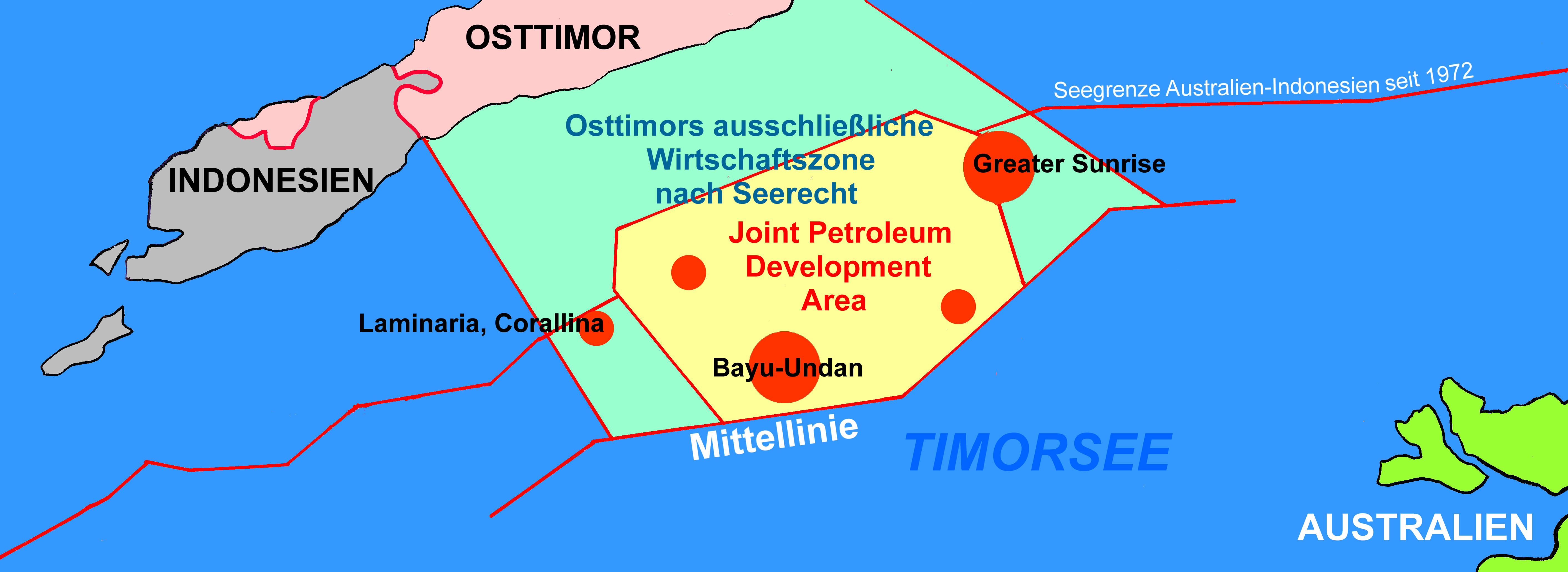
Grenzen nach dem Timor Sea Treaty und die theoretische ausschließliche Wirtschaftszone Osttimors. Die orangen Kreise zeigen die Lage der Erdöl-/Erdgasfelder.

Im Australisch-osttimoresischen Spionageskandal wurde 2013 bekannt, dass Australien während der Verhandlungen zur Lösung der Grenzstreitigkeiten zwischen Australien und Osttimor 2004 osttimoresische Politiker abgehört hatte, um sich Vorteile zu verschaffen. Die Abhöraktion des ASIS (Australian Secret Intelligence Service) wurde durch den ehemaligen ASIS-Agenten Witness K bekannt gemacht. Osttimor kündigte daraufhin die bestehenden Verträge zur Aufteilung der Erdöl- und Gasvorkommen in der Timorsee. Im 2019 in Kraft getretenen Vertrag hat Osttimor einen weit größeren Anteil an den Gewinnen aus den Bodenschätzen. Australien leitete gerichtliche Schritte gegen Witness K und seinen Anwalt Bernard Collaery ein.

## Historischer Hintergrund
Während Australien und Indonesien die Grenzziehung zwischen den beiden Staaten in der Timorsee bereits 1972 vertraglich vereinbarten, konnte mit Portugal keine Einigung über die Seegrenze zu seiner Kolonie Portugiesisch-Timor gefunden werden. Die Lücke in der Grenze wurde der „Timor Gap“ genannt. Als 1975 Portugal die Kolonie auf die Unabhängigkeit als Staat Osttimor vorbereitete, provozierte Indonesien mit der geheimen Operation Komodo zunächst einen Bürgerkrieg in Osttimor und besetzte es schließlich am 7. Dezember 1975. Begründet wurde der Einmarsch (Operation Seroja) mit der Stabilisierung des Landes und der Abwehr des Kommunismus. Die Vereinigten Staaten und Australien hatten zuvor Indonesien ihre Zustimmung signalisiert. Australische Regierungsunterlagen, wie Diplomatenpost und Kabinettsdokumente, bleiben nach einem Gerichtsurteil von 2020 weiterhin geheim, da bei einem Bekanntwerden der Dokumente es zu erwarten sei, „dass sie die Sicherheit oder die internationalen Beziehungen des [australischen] Commonwealth schädigen“ könnten. Einige Unterlagen wurden während der Verhandlung und über britische Archive bekannt. Indonesien erklärte 1976 offiziell die Annexion Osttimors als Provinz, was die Vereinten Nationen nicht anerkannten. Als einziger Staat weltweit erfolgte durch Australien eine de facto Anerkennung durch den Abschluss des Timor Gap Treaty mit Indonesien 1989, zur Schließung der Grenzlücke. Australien erhielt dadurch weitgehenden Zugriff auf die Rohstoffe in der Timorsee. Portugal, das international offiziell noch immer die Oberhoheit über Osttimor innehatte, verklagte Australien wegen des Timor Gap Treaty vor dem Internationalen Gerichtshof, doch das Gericht konnte keine Verhandlung durchführen, da Indonesien sich weigerte daran teilzunehmen.

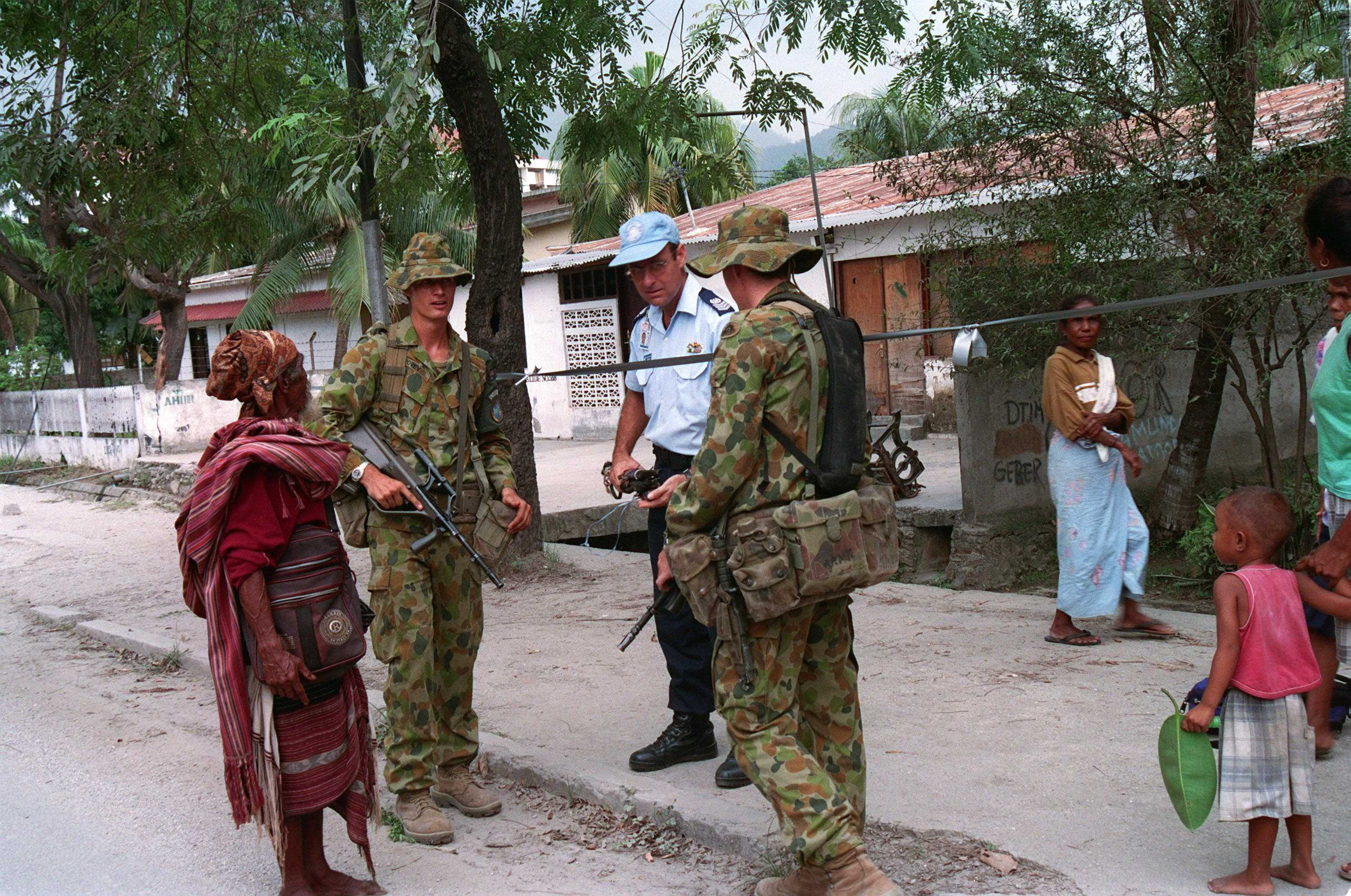
Australische Soldaten in Dili (2000)

Nach 24 Jahren Krieg in Osttimor mit etwa 200.000 Toten wuchs der internationale Druck auf Indonesien zu einer Lösung des Konflikts. Nach dem Fall der Suharto-Diktatur 1998 drängte auch Australiens Premierminister John Howard auf ein Unabhängigkeitsreferendum in Osttimor, zu dem sich Indonesiens Präsident Habibie schließlich bereit erklärte. Er verweigerte aber den Schutz der Abstimmung durch internationale Truppen. Trotz Bedrohung und Gewalt entschieden sich 78,5 % der Osttimoresen für die Unabhängigkeit. Indonesische Sicherheitskräfte und pro-indonesische Milizen reagierten mit der Operation Donner, vertrieben den Großteil der Bevölkerung aus ihren Häusern, zerstörten die Infrastruktur und töteten 1200 bis 1500 Menschen. Schließlich wurde unter UN-Mandat die internationale Schutztruppe INTERFET unter australischer Führung entsandt, die das Land befriedete. Indonesien zog sich zurück und Osttimor wurde nach drei Jahren UN-Verwaltung am 20. Mai 2002 in die Unabhängigkeit entlassen.
Eine Grenzziehung zwischen Australien und Osttimor nach dem internationalen Seerechtsübereinkommen entlang der Mittellinie war nicht möglich, weil Australien im März aus dem Vertrag austrat. Die beiden Länder schlossen daher am Unabhängigkeitstag den Timor Sea Treaty, der Osttimor 90 % der Einnahmen aus der Joint Petroleum Development Area (JPDA) zusicherte. Die Frage der endgültigen Grenzziehung blieb offen. Dies galt auch für 80 % des profitablen Greater-Sunrise-Gasfeldes. Der Treaty on Certain Maritime Arrangements in the Timor Sea (CMATS) sollte dieses Manko beheben, da die australische Regierung noch im Mai 2004 auf der Gültigkeit der alten Verträge bestand. Osttimor warf Australien daraufhin vor, durch seine Grenzziehung Osttimor täglich eine Million US-Dollar an Lizenzeinnahmen vorzuenthalten. Mit dem CMATS vom 12. Januar 2006 wurde eine 50/50-Teilung der Einnahmen aus dem Gasfeld vereinbart. Die anderen Gebiete westlich und östlich der JPDA, die eigentlich zur ausschließlichen Wirtschaftszone Osttimors gehören würden, wurden zunächst der Ausbeutung durch Australien überlassen. Es wurde ein 50-Jahre-Moratorium bezüglich der Seegrenze vereinbart, ohne dass Osttimor auf seine Ansprüche verzichtet. Beide Länder ratifizierten das Abkommen 2007.

## Bekanntwerden der Spionageaktion

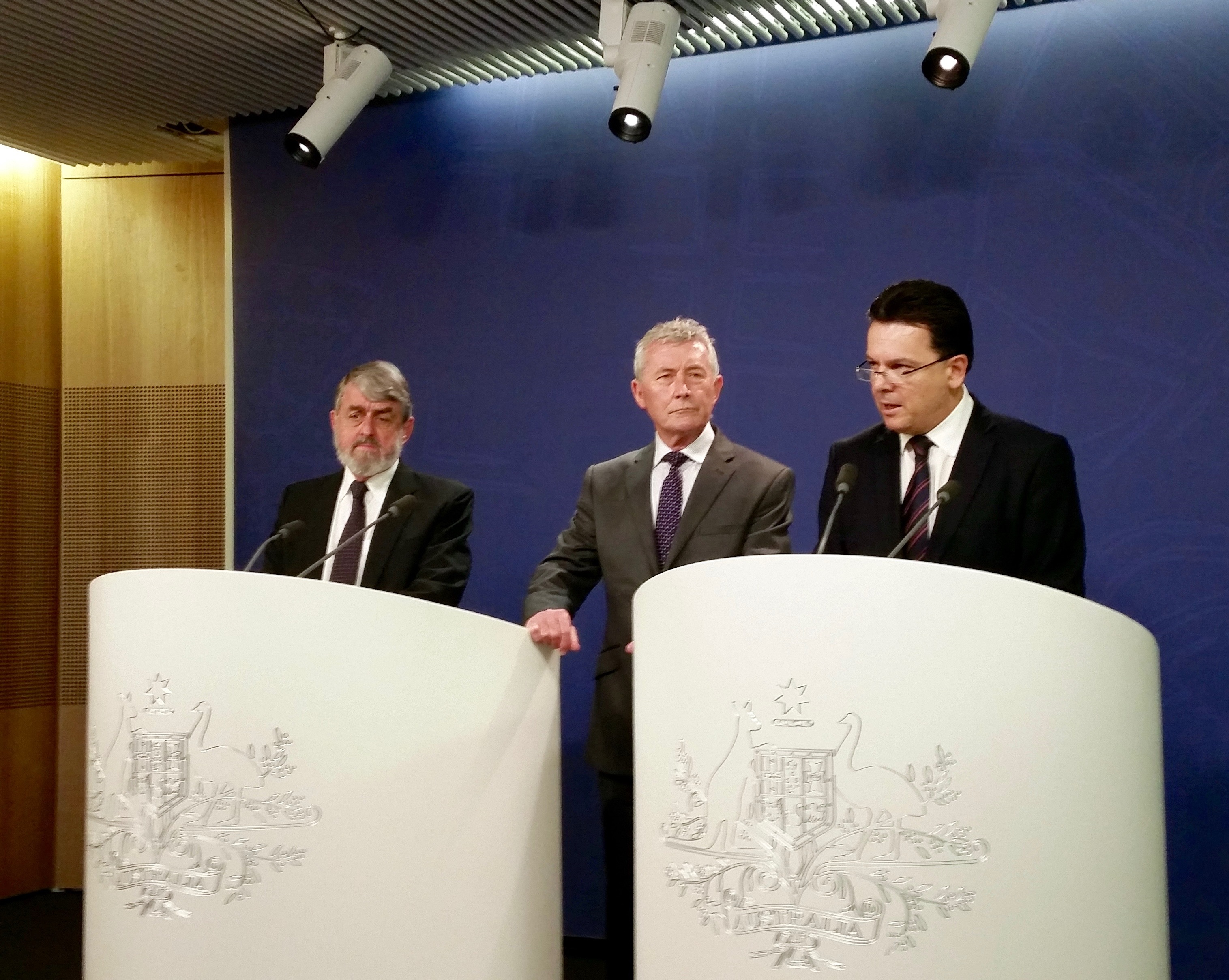
Senator Nick Xenophon (rechts) mit Bernard Collaery (Mitte) und sein Anwalt Nicholas Cowdery (links) rufen zur Bildung einer Royal Commission auf, zur Klärung des Abhörskandals (November 2015).

Am 23. April 2013 erklärte die Regierung Osttimors offiziell den CMATS für ungültig und berief sich dabei auf eine Klausel im Timor Sea Treaty. Osttimor beschuldigte Australien des Abhörens der Osttimoresen in australischen Hotels und in Regierungsbüros in Osttimor. Auch das Büro des Premierministers Osttimors und der Kabinettssaal waren verwanzt worden. Australische Agenten hatten die Abhörgeräte verlegt, als sie getarnt als Entwicklungshelfer, die Räumlichkeiten renovierten. Am 3. Mai bestätigte die australische Regierung den Eingang der Erklärung und die australischen Medien berichteten über die Vorwürfe. Osttimor rief den Ständigen Schiedshof in Den Haag an.
Am 3. Dezember 2013, wenige Tage vor Beginn der Gerichtsverhandlung in Den Haag, durchsuchte der australische Inlandsgeheimdienst ASIO (Australian Security Intelligence Organisation) die Räume des für Osttimor arbeitenden Anwalts Bernard Collaery in Canberra und des Whistleblowers Witness K. Dokumente und Datenträger wurden beschlagnahmt; Witness K wurde zeitweise verhaftet und sein Reisepass eingezogen. Er wollte eigentlich als wichtiger Zeuge bei der Verhandlung in Den Haag auftreten. Er erklärte, dass er sich zu dem Schritt entschlossen hatte, nachdem er erfahren hatte, dass der für die Spionage verantwortliche ehemalige australische Außenminister Alexander Downer, nachdem er aus dem Parlament ausgeschieden war, eine bezahlte Beratertätigkeit bei Woodside Petroleum annahm, der australischen Firma, die Erdöl in der Timorsee fördern wollte. Da er nicht reisen konnte, gab Witness K zwei eidesstattlichen Erklärungen ab. Australiens Generalstaatsanwalt George Brandis erklärte, die Durchsuchungen sollten nur die Nationale Sicherheit Australiens schützen, nicht Rechtsansprüche untergraben. Osttimors Regierung protestierte heftig gegen das Vorgehen, doch auch der australische Justizminister Michael Keenan und Premierminister Tony Abbott beriefen sich auf das „legitime Interesse der Nationalen Sicherheit Australiens“.
Am 17. Dezember 2013 verklagte Osttimor Australien vor dem Internationalen Gerichtshof (ICJ). Dieser ordnete am 3. März 2014 Australien an, die Spionage gegen Osttimor einzustellen. Die Kommunikation zwischen Osttimor und seinen Rechtsberatern dürfe nicht gestört werden. Die beschlagnahmten Dokumente durfte Australien zwar bis zum Abschluss der Verhandlung behalten, durfte sie aber weder auswerten, noch gegen Osttimor verwenden. Am 3. Juni 2015 gab Australien die beim Anwalt beschlagnahmten Dokumente an Osttimor zurück.

## Anklage von Witness K und Collaery
Am 28. Juni 2018 wurde bekannt gegeben, dass die australische Staatsanwaltschaft Witness K und seinen Anwalt Collaery wegen Verstoßes gegen das Intelligence Services Act anklagen werde, aufgrund der Weitergabe der Informationen zur Aktion des ASIS. Generalstaatsanwalt Brandis hatte das Verfahren bewusst verzögert, wodurch die Beschuldigten jahrelang in Unsicherheit leben mussten. Erst unter Christian Porter, dem Nachfolger von Brandis wurde das Verfahren begonnen. Osttimor forderte die sofortige Einstellung des Verfahrens gegen die beiden Männer, das am 12. September am Magistrates Court of the Australian Capital Territory in Canberra eröffnet wurde. Die Verhandlungen fanden unter Ausschluss der Öffentlichkeit statt, nach dem Gesetz zu National Security Information (NSI). 2019 gab Witness K ein Schuldeingeständnis ab. Trotzdem dauerte die Verhandlung an. Collaery bekannte sich der Vorwürfe als nicht schuldig.
Am 18. Juni 2021 wurde Witness K zu einer dreimonatigen Haftstrafe auf Bewährung verurteilt. Der Richter befand, dass er aus Gerechtigkeitssinn und nicht zum eigenen Vorteil gehandelt habe. Trotzdem sei das Vergehen ernst, da Witness K eine „ausdrückliche, vorsätzliche Verletzung der Pflicht des Angeklagten, die Geheimhaltung der Operationen von ASIS zu wahren“ verletzt habe, weswegen eine Verurteilung nötig sei. Nachdem die australische Regierung mehrmals versucht hatte, dass bestimmte Umstände und Dokumente nicht der Öffentlichkeit preisgegeben werden, wurde am 7. Juli 2022 vom neuen Generalstaatsanwalt Mark Dreyfus die Anklage gegen Collaery schließlich fallen gelassen.
Witness K blieb während des Prozesses weiter anonym. Im vollbesetzten Gerichtssaal saß er hinter schwarzen Trennwänden. Es wurde bekannt, dass er über 70 Jahre war und vor seiner Anstellung bei ASIS mit Auszeichnung in der Marine und in verschiedenen Regierungsbehörden gedient hatte. Witness K war verheiratet, hatte erwachsene Kinder und Enkelkinder, litt aber jetzt unter posttraumatischer Belastungsstörung, Selbstmordgedanken, Depressionen, Angstzuständen und Hypermanie.

## Folgen

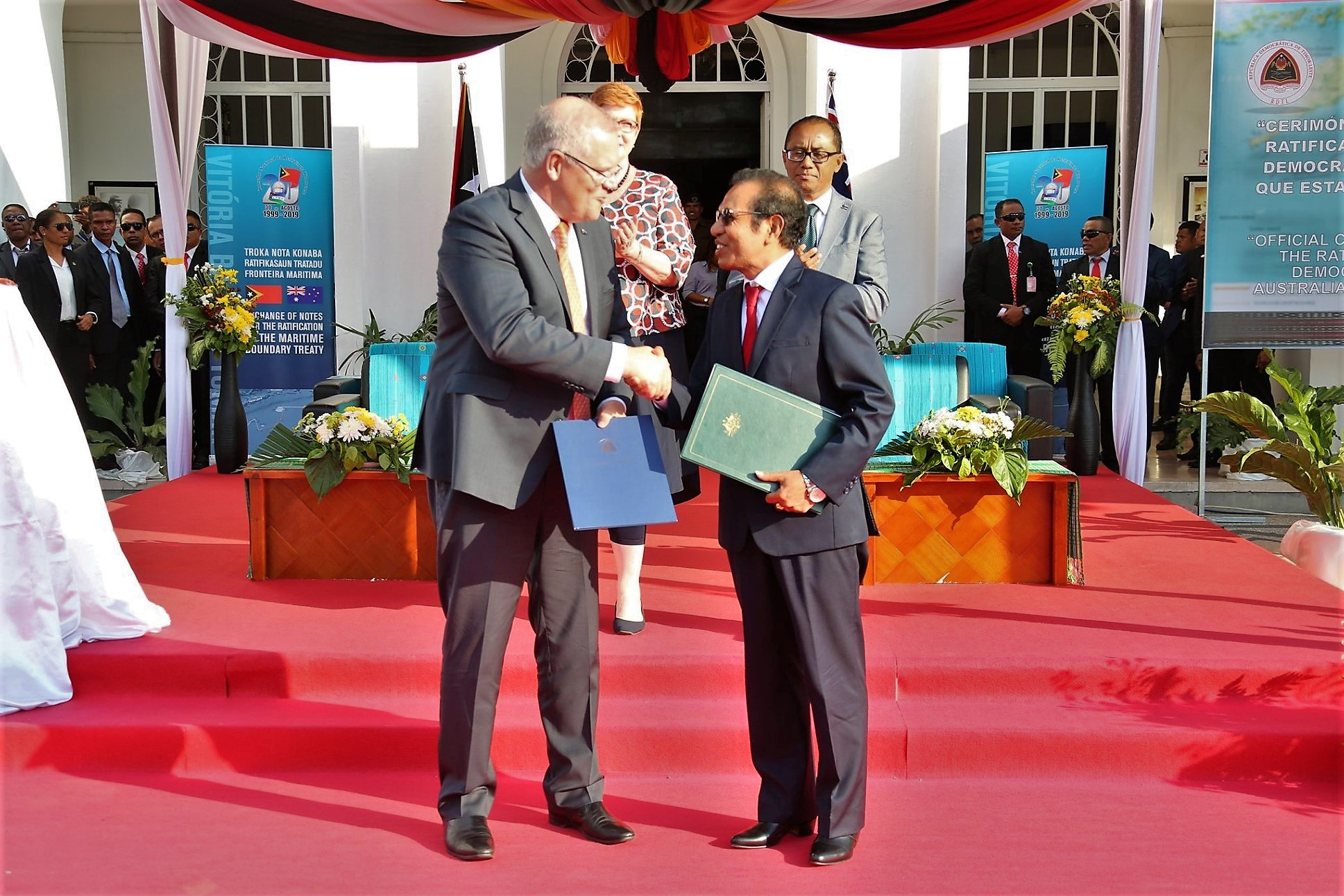
1. September 2019:
Die Premierminister Scott Morrison und Taur Matan Ruak tauschen in einer Zeremonie in Dili die ratifizierten Verträge aus.

Eine Kommission im Rahmen des Seerechtsübereinkommens entschied, dass Australien neue Verhandlungen zur Beendigung des Grenzstreits aufnehmen müsse. 2017 wurde der CMTAS endgültig von beiden Seiten für aufgelöst erklärt. 2018 wurde ein neuer Vertrag geschlossen, der 2019 wirksam wurde. Die Seegrenze zwischen den beiden Staaten verläuft seitdem entlang der Mittellinie. Die Einnahmen aus dem Bayu-Undan-Feld und dem derzeit stillgelegten Kitan-Feld gehen nun zu 100 % an Osttimor. Australien verzichtet auf Ansprüche auf dieses Seegebiet. Die mehr als zwei Milliarden US-Dollar, die Australien aus den beiden Feldern bereits eingenommen hat, zahlt es aber nicht an Osttimor zurück. Im Osten zerteilt die Seegrenze das Sunrise-Feld, dessen Einnahmen weiter geteilt werden.

## Bewertung

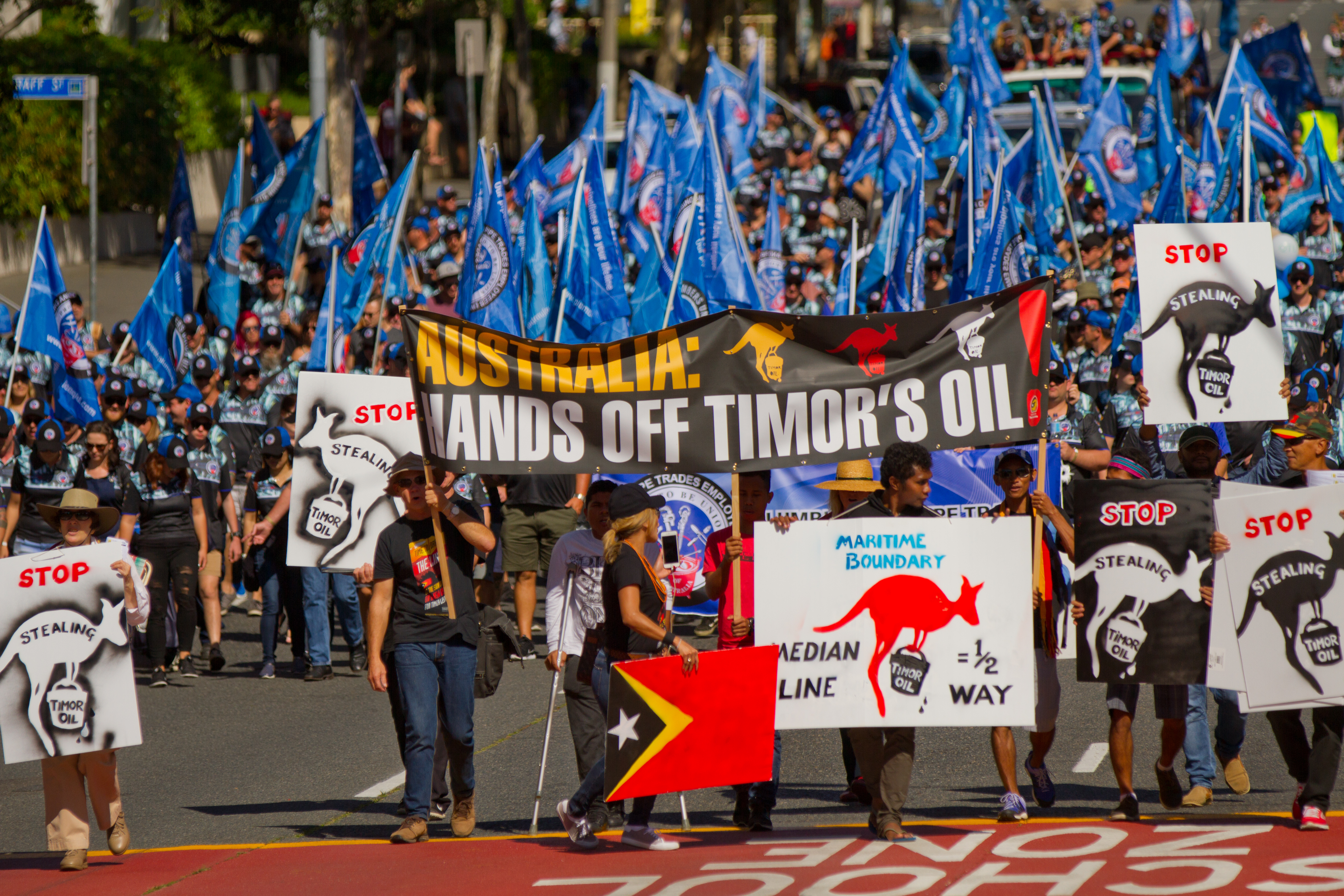
„Hands off Timor's Oil!“ (Brisbane 2017)

ABCnews kam in einem Faktencheck zu dem Schluss, dass die Abhöraktion zu den legitimen Aufgaben des australischen Geheimdienstes gehörte, unabhängig von der Frage der Moral. Auch The Australian nannte es eine Aufgabe der australischen Nachrichtendienste, die Interessen des Landes zu schützen. Die osttimoresische Nichtregierungsorganisation La’o Hamutuk verglich diese Rechtfertigung mit ähnlichen Begründungen für Kampfdrohneneinsätze zur Liquidierung von Terroristen, dem Gefangenenlager in Guantanamo und der indonesischen Besetzung Osttimors. Ein Kommentator der australischen Zeitung The Age nannte Australiens Vorgehen einen Bruch internationalem Rechts in einer langen Tradition von Fehlverhalten gegenüber dem Nachbarn. Ähnlich äußerte man sich im The Sydney Morning Herald. Die Tarnung der australischen Agenten als Entwicklungshelfer war für The Age „kümmerlich“.
Im Australischen Senat gab es sehr unterschiedliche Bewertungen der Aktion. Letztlich untersagte der Internationale Gerichtshof mit seinem Urteil weitere nachrichtendienstliche Aktionen Australiens in diesem Fall. Neben anti-australischen Demonstrationen in Dili protestierten auch australische Aktivisten auf der Straße gegen das Verhalten ihrer Regierung und für die Einstellung des Verfahrens gegen Witness K und Collaery.
Die Anklage gegen Witness K und Collaery nannte der unabhängige australische Abgeordnete Andrew Wilkie eine „verrückte Entwicklung“, die eines „vorpolizeilichen Staates“ würdig sei. Kritik kam unter anderem auch von Human Rights Watch. Am 18. September äußerte Julian Hill als erster Abgeordneter der Labour Party Bedenken in Bezug auf den Fall, ebenso die Abgeordneten Warren Snowden und Luke Gosling und der unabhängige Senator Rex Patrick.
Die Australian Lawyers Alliance verlieh Bernard Collaery 2018 den Civil Justice Award. Das australische Online-Magazin Crikey kürte Collaery und Witness K zu deren 2018 Person(s) of the Year.

## Dokumentarfilme
- Bernard Collaery: Oil Under Troubled Water: Australia’s Timor Sea Intrigue (2020).
- Amanda King: Time to Draw the Line (2017).